# Immediate Lee
Pour plus de détails, voir Fiche technique et Distribution.
Immediate Lee est un western muet américain, réalisé et interprété par Frank Borzage, sorti en 1916.

## Synopsis
Lorsque "Immediate" Lee, un cowboy qui tire son surnom de sa rapidité à dégainer, décide de poursuivre des voleurs de bétail, il découvre que Kentuck Hurley est un de leurs chefs. Pour le contrer, Immediate séduit Beulah, une danseuse de music-hall dont Kentuck est épris, et l'emmène loin de lui. Kentuck les poursuit et défigure Lee. Beulah soigne ce dernier et, au fur et à mesure de sa convalescence, Immediate tombe amoureux d'elle. Une fois rétabli, il poursuit implacablement Kentuck, qui finalement est tué lors d'une bataille entre les voleurs et les hommes de Lee. Après avoir transformé le music-hall en église pour un jour seulement, Immediate se marie avec Beulah.

## Fiche technique
- Titre original : Immediate Lee
- Réalisation : Frank Borzage
- Scénario : Kenneth B. Clarke, d'après sa nouvelle du même nom
- Photographie : Harry Wilkie
- Société de production : American Film Company
- Société de distribution : Mutual Film Corporation
- Pays d’origine :  États-Unis
- Langue : anglais
- Format : Noir et blanc - 35 mm - 1,37:1 - Muet
- Genre : Western
- Durée : 5 bobines
- Date de sortie : 
  - États-Unis : 16 novembre 1916
- Licence : Domaine public

## Distribution
- Frank Borzage : Immediate Lee
- Ann Little : Beulah
- Jack Richardson : Kentuck Hurley
- Chick Morrison : John Masters
- William Stowell : King
- Harry McCabe
- George Clark
- John Smith
- Charles Newton